# Montello (comune italiano)
Montello [monˈtɛlːo] (Montèl [monˈtɛl] in dialetto bergamasco) è un comune italiano di 3 242 abitanti della provincia di Bergamo in Lombardia.
Posto all'imbocco della val Cavallina, è fra i comuni d'Italia con la minor superficie di territorio, solo 1,74 km².

## Origini del nome
Il paese deve il suo nome, com’è facilmente immaginabile, al piccolo colle (montello ossia "monticello", appunto) che s’innalza alle spalle del centro abitato.

## Storia
Sul territorio comunale sono stati ritrovati oggetti, tra cui un'ascia di bronzo, di origine preistorica, a cui non è stato possibile dare un'esatta datazione.
Il periodo più importante per questo piccolo paese fu indubbiamente il medioevo: numerose sono infatti le costruzioni risalenti a quel periodo, prima fra tutte l'intera struttura del nucleo storico, con costruzioni ravvicinate in pietra e vie molto strette.
Esistono parecchi ruderi, tra cui quelli del castello di proprietà della famiglia Suardi, che aveva il pieno dominio dell'intera zona, posto in località Monticelli-Brusati.
Il paese, inizialmente chiamato Monticelli di Borgogna, nel 1927 venne accorpato al vicino Costa di Mezzate, diventando Costa di Monticelli. L'autonomia comunale venne riacquisita nel 1955, e nel 1962 assunse l'attuale denominazione di Montello.
Il territorio è inoltre solcato dal corso del torrente Zerra che, unito alle acque della roggia Borgogna (costruita nel 1473 dal condottiero Bartolomeo Colleoni), permette di soddisfare le esigenze idriche della pianura occidentale bergamasca.

### Simboli
Il comune ha come simboli lo stemma e il gonfalone concessi con decreto del presidente della Repubblica del 22 aprile 1998.
Blasonatura stemma:
(D.P.R. 22 aprile 1998)
La muraglia allude al castello Suardi; le tre montagne, minuziosamente descritte, sono quelle che circondano a nord il Comune, tra queste la più importante è il Monte Tomenone; il ponte di tre archi si riferisce al ponte romano che attraversa la roggia Borgogna.
Il gonfalone è un drappo troncato di azzurro e di bianco.

## Monumenti e luoghi d'interesse
Di indubbio interesse sono i ruderi del castello, risalente al XIII secolo dei Suardi, in località Monticelli-Brusati, su cui ora è stata costruita una villa che prende il nome dalla località in cui si trova.
Costruzione di spicco è anche il palazzo Baizini-Rumi. Dotato di un grande giardino interno, ora adibito come monastero di clausura francescano del terzo ordine.
Infine si può trovare la chiesa parrocchiale, dedicata alla Visitazione di Maria Santissima, costruita nel XX secolo, recentemente restaurata e dotata di un nuovo e grandioso impianto di illuminazione.

## Società

### Evoluzione demografica
Abitanti censiti

### Economia
Di notevole importanza per l'economia di Montello è la presenza della Montello S.p.A., ditta riconvertita da acciaieria a industria specializzata nel recupero di plastica e di compostaggio delle parti umide dei rifiuti solidi urbani, con produzione di biogas e quindi di energia termica ed elettrica per una potenza di 9,9 MW. L'azienda genera oltre 200 posti di lavoro per un fatturato annuo che si attesta sui 35 milioni di euro.
Alla Montello S.p.A. vengono anche trattati i prodotti della nuova raccolta organica porta a porta di Milano (AMSA), come parte della capacità di 210 000 tonnellate l'anno che grazie al processo di digestione anaerobica producono secondo l'azienda un risparmio di 60 000 tonnellate/anno di anidride carbonica.

## Infrastrutture e trasporti
A Montello è presente una stazione ferroviaria, che serve anche il vicino centro abitato di Gorlago.